# 熊本県道251号郡築横手線
熊本県道251号郡築横手線（くまもとけんどう251ごう ぐんちくよこてせん）は、熊本県八代市を通る一般県道である。

## 概要

### 路線データ
- 起点：熊本県八代市郡築十二番町
- 終点：熊本県八代市大村町（熊本県道14号八代鏡宇土線交点、熊本県道336号八代港線上）

## 路線状況

### 重複区間
- 熊本県道42号八代鏡線（八代市古閑浜町 - 八代市田中西町・田中西町交差点）
- 熊本県道336号八代港線（八代市田中西町・田中西町交差点 - 八代市大村町（終点））

## 地理

### 通過する自治体
- 八代市

### 交差する道路
| 交差する道路                                                         | 交差する場所 | 交差する場所   |
| -------------------------------------------------------------------- | ------------ | -------------- |
| 熊本県道322号大牟田大鞘八代港線                                      | 郡築十一番町 |                |
| 熊本県道338号八代不知火線                                            | 郡築十一番町 |                |
| 熊本県道42号八代鏡線 重複区間起点                                    | 古閑浜町     |                |
| 熊本県道42号八代鏡線 重複区間終点 熊本県道336号八代港線 重複区間起点 | 田中西町     | 田中西町交差点 |
| 熊本県道14号八代鏡宇土線 熊本県道336号八代港線 重複区間終点          | 大村町       | 終点           |

### 沿線
- 井揚団地
- 八代警察署 田中町交番
- 八代市立八千把小学校